# 馬英九三訪中國大陸
2024年（民國113年）12月18日至26日，中華民國前總統、中國國民黨前主席馬英九應中國大陸邀請，率領「大九學堂」青年學子訪問中華人民共和國黑龍江省和四川省。這是馬英九繼2023年以回湖南祭祖為名首訪和2024年4月再訪後，第三度前往中國大陸訪問。

## 背景
2024年12月11日，馬英九基金會執行長蕭旭岑在記者會上宣布，應大陸方面邀請，前總統馬英九將於12月18日至26日，率「大九學堂」學員訪問大陸，出席在哈爾濱舉辦的「海峽兩岸青年冰雪節」活動，並赴四川成都參訪。
蕭旭岑表示，馬英九基金會剛邀請北京清華大學等七所大陸大學師生團訪台，馬英九緊接著就要率青年學子赴大陸參加活動，在全球地緣政治形勢緊張、兩岸關係愈發重要之際，馬英九透過具體行動，發揮其影響力，積極推進兩岸青年的交流與互動，旨在營建兩岸間的和平橋樑，跨越政治的障礙，傳達兩岸民間渴望相互理解與交流的深層意願。
大九學堂是馬英九基金會每年舉辦的青年營隊，為鼓勵青年學子關心國家、政治、經濟、文化等議題，透過交流講座與主題參訪，共同思考國家問題可能的解決方法，計劃對象為30歲以下國內大專院校在學大學生或碩士生的中華民國國民。

## 行程安排
| 時間     | 所在城市             | 行程 |
| -------- | -------------------- | --- |
| 12月18日 | 桃園 → 上海 → 哈爾濱 | 上午八時半乘機由桃園經上海飛抵哈爾濱 晚間，馬英九一行人與中共中央台辦主任宋濤會面，大陸沿海經濟發達省市的台辦主任全數列席出席                          |
| 12月19日 | 哈爾濱               | 上午參訪第37屆哈爾濱太陽島國際雪雕藝術博覽會 下午參觀哈爾濱電氣集團 晚間出席哈爾濱首屆海峽兩岸青年冰雪節開幕式，並為海峽兩岸青年短視頻大賽獲獎影片頒獎 |
| 12月20日 | 哈爾濱               | 上午參觀2025年亞冬會競賽場館 下午參觀侵華日軍第七三一部隊罪証陳列館                                                                                    |
| 12月21日 | 哈爾濱 → 成都        | 上午由哈爾濱乘坐飛機飛往成都 晚上會見中共四川省委書記王曉暉、省长施小琳                                                                                |
| 12月22日 | 成都、德陽           | 上午參觀三星堆博物館；参访中国第二重型机械集团公司 |
| 12月23日 | 成都                 | 參觀杜甫草堂並出席「兩岸共同弘揚中華文化」座談會；参访中核集团核工业西南物理研究院，参观中国环流三号。                                                 |
| 12月24日 | 眉山、成都           | 参访三苏祠；参访天府长岛数字文创园，参观可可豆动画公司。                                                                                               |
| 12月25日 | 成都                 | 参访中国大熊猫保护研究中心都江堰基地、参观都江堰水利工程。                                                                                             |
| 12月26日 | 成都 → 桃园          | 参访武侯祠；下午2时乘机由成都飞抵桃园。 |

### 第一天：12月18日

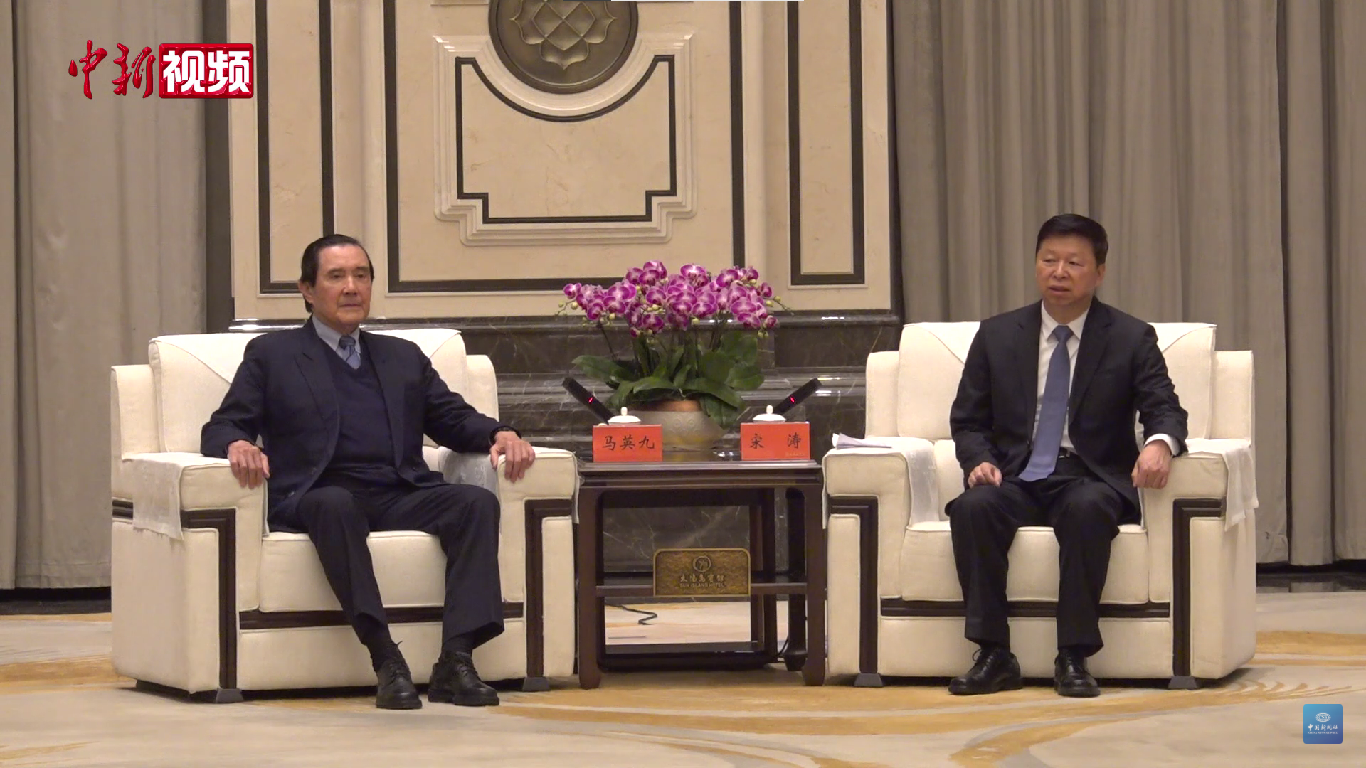
12月18日，国务院台办主任宋涛在哈尔滨会见马英九

早上八時多，馬英九在桃園機場出發前表示，這是他第三次到中國大陸訪問，和過往兩次相約，同樣安排大九學堂同學隨同。他認為現階段兩岸關係遠較國民黨執政時期緊張，由此兩岸青年交流較為重要；他提到，兩岸青年交流愈多，未來兩岸衝突一定會愈少。馬英九基金會始終致力協助政府推展兩岸交流，透過每年幾次青年互訪，努力將兩岸民間誤解降到最低，未來亦會繼續努力。
傍晚，參訪團與中共中央台辦主任宋濤和八位沿海發達城市台辦主任會面，其中更包括被台灣陸委會拒絕訪台的上海台辦主任金梅。馬英九發言時表示堅信「戰爭沒有贏家，和平沒有輸家」，「兩岸中國人要比其他國家更有智慧，在共同的血緣、文化、歷史、情感，以及共同的政治基礎下，讓兩岸透過和平的方式解決爭端」。他強調，1992年兩岸達成的「各自以口頭方式表述『海峽兩岸均堅持一個中國原則』」的共識，即廣為人知的「九二共識」，以及反對台獨的共同政治基礎，是兩岸關係得以向前發展的重要關鍵因素，無論外部環境如何變化，這一共識和政治基礎不會改變。中共中央台辦主任宋濤先代中共中央總書記習近平向馬英九表達致意，並表示，「中國人要肩扛中國人責任，要以國家的前途為先，民族大義為重，願在堅持九二共識、反對台獨的基礎上，與台灣同胞一道來共創中華民族的福祉，共謀中華民族偉大復興。」

### 第二天：12月19日

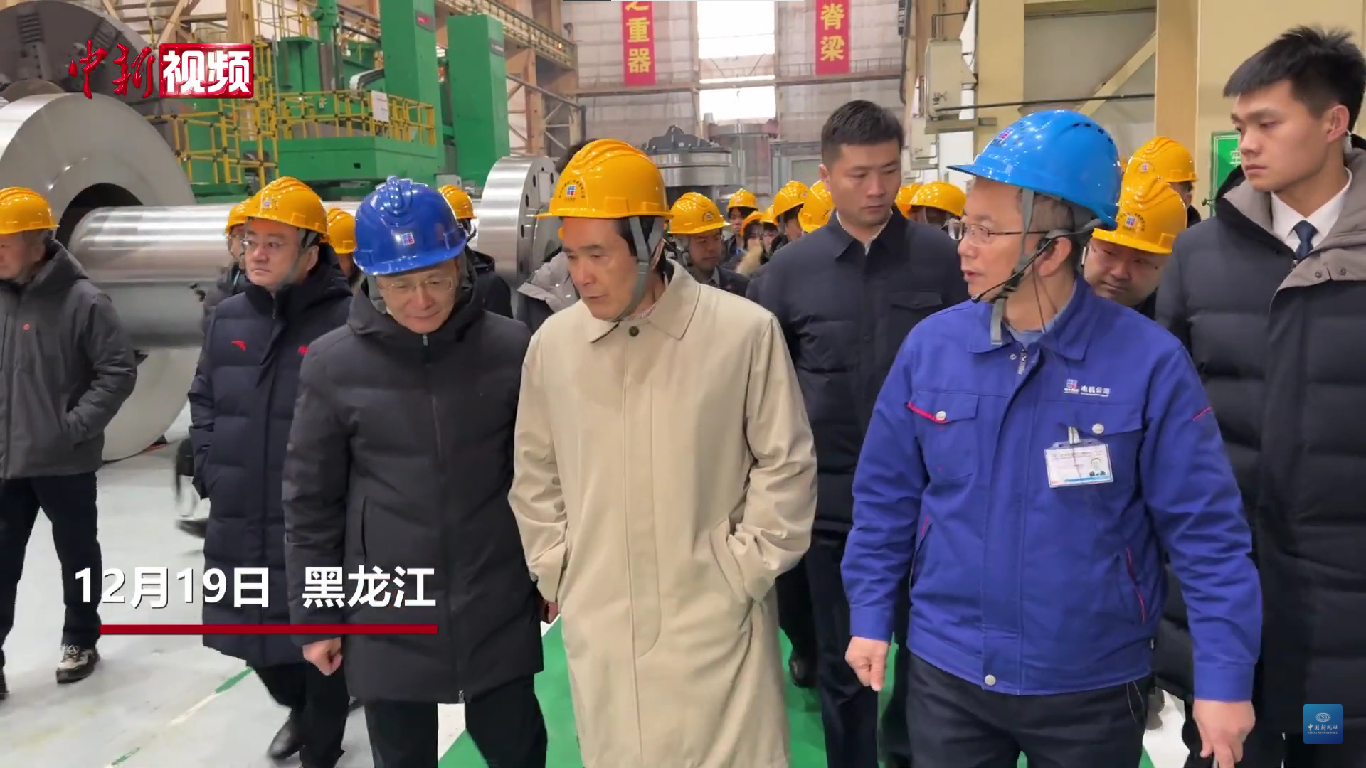
12月19日，马英九到哈电集团参观

上午馬英九參訪即將開幕的第37屆哈爾濱太陽島國際雪雕藝術博覽會，參觀包含如兩岸一家親主題、青花瓷造型的雪雕作品，與中共中央台辦主任宋濤、台青一起嘗試拿雪雕器具打磨雪塊，笑稱「很像台灣夏天在做剉冰」，做久了回台灣可以開冰果店，隨後依景念誦柳宗元的《江雪》詩句。宋濤提醒注意保暖，他也回說「熱情的人是不怕冷的」。
下午馬英九參訪哈爾濱電氣集團，期間積極向現場工作人員瞭解情況，主要聚焦於中國大陸的能源狀況，包括當前主要的發電方式及其煤炭等原料的供應來源。在實地考察工廠時，他還特別關注了中國的綠色能源發展情況，以及能源產業的國產化與進口議題，表現出對中國大陸能源生態與政策的深入探索與關注。
晚間參訪團前往哈爾濱大劇院出席第一屆「海峡两岸青年冰雪节」的啟動儀式，並與中共中央台辦主任宋濤為海峽兩岸青年短視頻大賽獲獎影片頒獎。馬英九在致詞時表示「兩岸青年之間的熱情交流，再堅硬的冰雪也將因此融化」；中共中央台辦主任宋濤致詞時強調，「中華民族歷來崇尚和平，愛好和平，希望兩岸同胞攜手同心，堅持九二共識，反對台獨，共同弘揚中華文化」。

### 第三天：12月20日

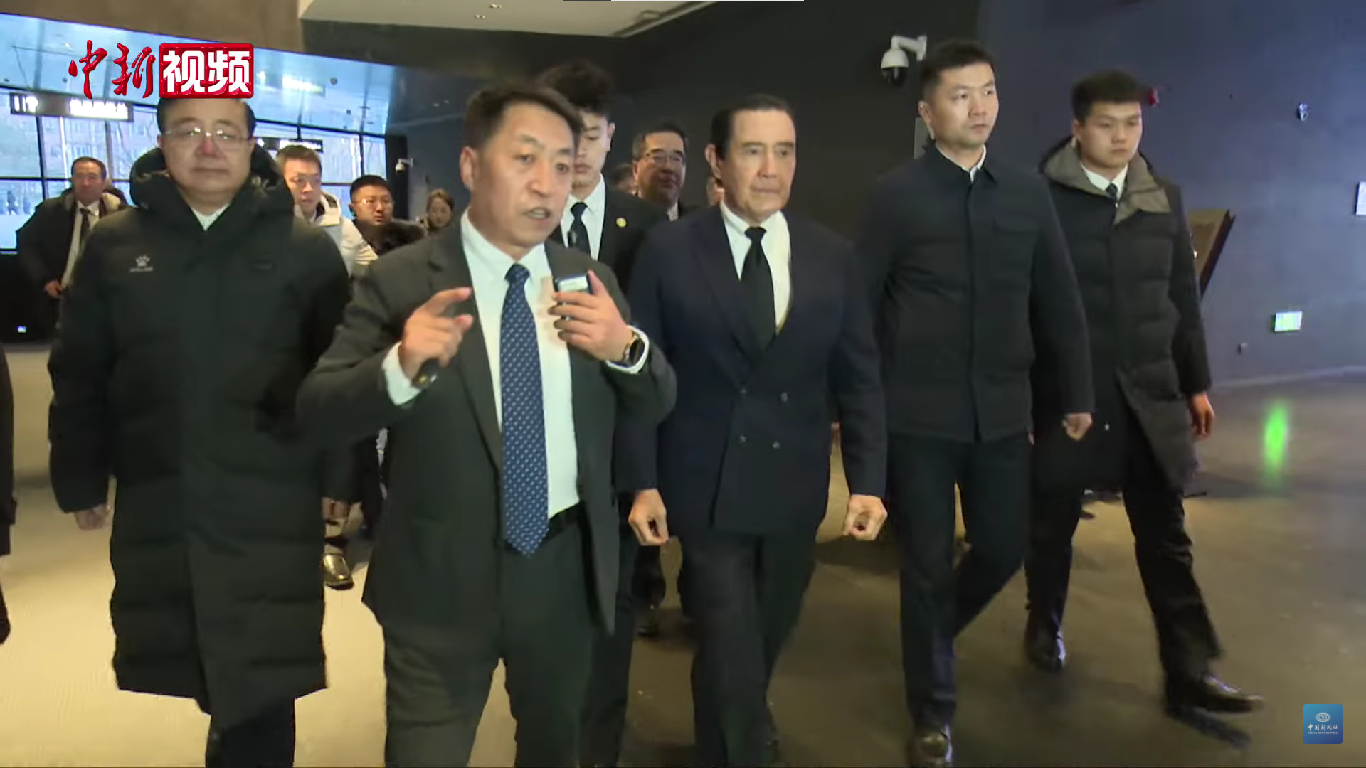
12月20日，马英九参观侵华日军第七三一部队罪证陈列馆

上午先參觀先參訪2025年亞冬會場館，行程並無安排媒體採訪。
下午，參訪團參觀侵華日軍第731部隊罪證陳列館。參觀後馬英九表示，大部分台灣人都沒有看過731部隊這一段惡行歷史，他希望台灣史學界能夠與大陸朋友應合作把這些史實真相一點一滴全部公佈出來，了解當年日本軍方對世界尤其中國造成的禍害。

### 第四天：12月21日
晚上，馬英九一行人會見中共四川省委書記王曉暉和省長施小琳。馬英九致詞時以四川話發表，他特意提到2008年5月12日四川汶川大地震，台灣民眾總捐款金額達新台幣70.5億元，「只要有需要，台灣人願意伸出援手，更何況是受苦的大陸同胞」。同年大陸也贈送2隻大熊貓「團團」和「圓圓」在台灣掀起熊貓風潮，大大的拉近兩岸民眾的距離。王曉暉則「深表讚賞」馬英九長期堅持九二共識與反對台獨。

### 第五天：12月22日
上午前往位於四川德陽的三星堆博物館參觀，本次行程並無安排媒體採訪。在兩個小時的參觀過程中，馬英九頻頻讚嘆並表示3,000多年前的文物能保存下來，又這麼精美，讓他相當感動，同時也驚訝於當時約為商周時期，居然有這麼高度的工藝技術。在讚嘆文物精美、保存用心之餘，馬英九建議台灣的歷史研究機構及學者可與三星堆博物館聯繫合作，讓更多台灣民眾可有機會瞭解這個偉大的發現與中華文明的精華。

### 第六天：12月23日

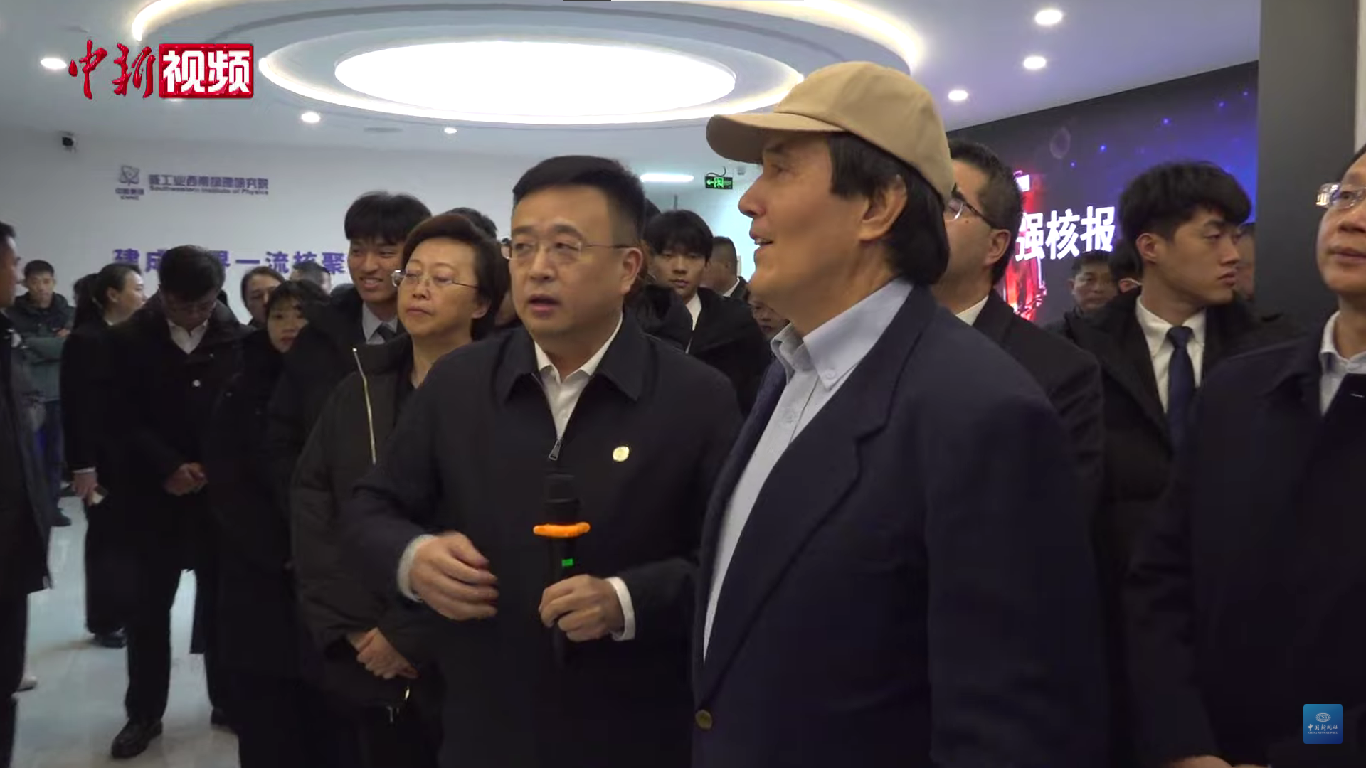
12月23日，马英九一行抵达中核集团核工业西南物理研究院参观

上午，馬英九前往成都「杜甫草堂」參加「兩岸共同弘揚中華文化」座談會。中共中央台辦主任宋濤、副主任潘賢掌等一同出席。馬英九表示因為民進黨的政治操弄，中華文化在台灣面臨前所未有的危急處境，出現「去中國化」的錯誤方向，我們這一代人有責任要撥亂反正。並表示希望能有機會再度帶著台灣的年輕同學們到大陸參加祭孔典禮，體驗儒家思想與中華文明的傳承。宋濤表示，博大精深的中華文化是兩岸同胞共同的根和魂，「是我們共同的傳家寶」。
下午，馬英九一行抵达中核集團核工業西南物理研究院，瞭解新一代人造太陽“中國環流三號”相關情況。馬英九基金會執行長蕭旭岑表示“穩定乾淨永續的能源非常重要”，强调中国大陆的清洁能源有很多經驗值得台湾借鉴。

### 第七天：12月24日
马英九随中国大陆國台辦副主任潘賢掌、聯絡局長楊毅與四川省常委、副省長普布頓珠同行（未安排台媒跟訪），參訪眉山三蘇祠博物館，現場帶眾人吟詠《水調歌頭》、《念奴嬌·赤壁懷古》。马英九称赞蘇東坡母親教導為官清廉，一介不取，與马英九的從政理念「完全契合」 ，值得為官者学习。之后还参观了蘇家古宅的園林、蘇家遺蹟、历史文物等。馬英九当天还參訪了天府長島數位文創園區，以及制作动画电影系列《哪吒》的可可豆動畫公司，访问期间他表示台灣相關產業可以与相关产业发展迅猛的大陆交流合作。

### 第八天：12月25日
馬英九当天先后赴四川省大熊貓保護研究中心都江堰基地、都江堰和青城山参观。在访问大熊貓保護研究中心都江堰基地期间，他与護送大熊貓「團團」和「圓圓」赴台的專家闲谈，期望“能有更多熊貓到台灣”。在参观都江堰时，有香港遊客向馬英九打招呼，馬英九随即用粤语回应「我也香港啊，我在九龍出生啊」。而馬英九还在都江堰「天府源茶館」欣賞川劇變臉與長嘴銅茶壺倒水沖茶的絕技。

### 第九天：12月26日
马英九一行参观完武侯祠后，于当天傍晚返回台灣。抵达桃園機場後，馬英九表示賴清德应“放棄‘抗中害台’這條走不通的路”，尽快调整两岸政策。

## 各方反應

### 中國大陸
中共中央台灣工作辦公室發言人朱鳳蓮表示，歡迎馬英九再次率團來訪，將做好各項活動安排。並表示中國歷史悠久，是兩岸同胞的共同家園，兩岸青年承載着兩岸關係的未來和希望。同時希望兩岸同胞特別是青年朋友常來往、多走動，共同傳承弘揚中華優秀傳統文化，攜手促進兩岸各領域交流合作，一起維護好、建設好共同家園，致力中華民族偉大復興。

### 台湾
馬英九基金會執行長蕭旭岑表示，推動兩岸交流不會被任何政治性操作影響、也不會被任何攻擊影響。並指出今年其帶領幾個由台灣學生組成的交流團參訪大陸，效果都非常好，大陸高校師生赴台訪問團也取得很好的成果。其强調台灣內部有些政治勢力不希望兩岸交流，但大多數台灣人是支持兩岸交流的。
國民黨主席朱立倫在國民黨中常會中表示，馬英九前總統帶領年輕學生訪問中國大陸，旨在通過交流以減少衝突並緩和緊張氛圍，國民黨對此持積極正面態度。並批評了民進黨利用「抗中」的策略損害台灣利益，以獲取政治利益，完全忽視了兩岸之間的正面交流。

## 資料來源
1. ↑  . 無線新聞. 2024-12-18  [2024-12-18]. （原始内容存档于2025-01-20）.
2. ↑  鄭媁. . 聯合報. 2024-12-11  [2024-12-18]. （原始内容存档于2025-01-20）.
3. ↑  中時新聞網. . 中時新聞網. 2024-12-11  [2024-12-19] （中文（繁體））.
4. ↑  . 馬英九基金會.   [2024-12-19]. （原始内容存档于2023-03-27）.
5. 1 2  . 中時新聞網. 2024-12-18  [2024-12-18].
6. 1 2  吳泓勳. . 中時新聞網. 2024-12-18  [2024-12-18].
7. 1 2  中時新聞網. . 中時新聞網. 2024-12-19  [2024-12-19] （中文（繁體））.
8. 1 2  聯合影音. . 聯合影音.   [2024-12-19]. （原始内容存档于2025-01-20） （中文（臺灣））.
9. 1 2  . Yahoo News. 2024-12-20  [2024-12-20]. （原始内容存档于2024-12-19） （中文（臺灣））.
10. 1 2  廖士鋒. . 聯合影音網. 2024-12-21  [2024-12-20].
11. ↑  廖士鋒. . 世界新聞網. 2024-12-23  [2024-12-21]. （原始内容存档于2025-01-20）.
12. 1 2  . 聯合新聞網. 2024-12-23  [2024-12-22].
13. ↑  張嘉文. . 中國評論新聞網. 2024-12-22  [2024-12-23]. （原始内容存档于2025-01-20）.
14. ↑  . 東網. 2024-12-18  [2024-12-18]. （原始内容存档于2025-01-20）.
15. ↑  經濟日報. . 經濟日報.   [2024-12-19]. （原始内容存档于2024-12-19） （中文（臺灣））.
16. ↑  中時新聞網. . 中時新聞網. 2024-12-19  [2024-12-19] （中文（繁體））.
17. ↑  廖士鋒. . 聯合報. 2024-12-19  [2024-12-19]. （原始内容存档于2025-01-20）.
18. ↑  吳泓勳. . 工商時報. 2024-12-21  [2024-12-20]. （原始内容存档于2024-12-20）.
19. ↑  中時新聞網. . 中時新聞網. 2024-12-21  [2024-12-23] （中文（繁體））.
20. ↑  陳筠青; 林雍琁. . 聯合影音網. 2024-12-22  [2024-12-23]. （原始内容存档于2025-01-20）.
21. ↑  聯合新聞網. . 聯合新聞網.   [2024-12-23]. （原始内容存档于2025-01-15） （中文（臺灣））.
22. ↑  自由時報. . 自由時報. 2024-12-23  [2024-12-23]. （原始内容存档于2025-01-20）.
23. ↑  海涵. . 中評社. 2024-12-24  [2025-03-12].
24. ↑  . 聯合新聞網.   [2025-03-12] （中文（臺灣））.
25. ↑  . Yahoo News. 2024-12-25  [2025-03-12] （中文（臺灣））.
26. ↑  . on.cc東網. 2024-12-26  [2025-03-12] （中文（香港））.
27. ↑  . 香港01. 2024-12-27  [2025-03-12] （中文（香港））.
28. ↑  . 两岸新新闻. 2024-12-26  [2025-03-12].
29. ↑  . 香港中通社. 2024-12-26  [2025-03-12].
30. ↑  . 中共中央台湾工作办公室、国务院台湾事务办公室.   [2024-12-18]. （原始内容存档于2025-01-20）.
31. ↑  中時新聞網. . 中時新聞網. 2024-12-17  [2024-12-18] （中文（繁體））.
32. ↑  經濟日報. . 經濟日報.   [2024-12-18]. （原始内容存档于2025-01-20） （中文（臺灣））.